# Gabriel Randrianantenaina
Gabriel Randrianantenaina (* 26. Februar 1969 in Tanambe) ist ein madagassischer Geistlicher und römisch-katholischer Bischof von Tsiroanomandidy.

## Leben
Gabriel Randrianantenaina besuchte ab 1984 das Kleine Seminar in Ambatondrazaka. Nachdem er 1989 ein Theologisches Propädeutikum absolviert hatte, studierte er Philosophie am Priesterseminar Saint Paul Apôtre in Antsirabe und ab 1994 Katholische Theologie am Grand Séminaire Saint Pierre in Antananarivo. Randrianantenaina empfing am 31. Mai 1997 das Sakrament der Priesterweihe für das Bistum Ambatondrazaka. Nach weiterführenden Studien erwarb er 1998 an der Université Catholique de Madagascar in Antananarivo ein Lizenziat im Fach Katholische Theologie.
Von 1998 bis 2000 wirkte Gabriel Randrianantenaina als Pfarrer der Pfarrei San Tammaro in Anosindrafilo. Anschließend wurde Randrianantenaina für weiterführende Studien nach Rom entsandt, wo er 2003 an der Päpstlichen Universität Urbaniana ein Lizenziat im Fach Philosophie erwarb. Nach der Rückkehr in seine Heimat wurde er Verantwortlicher für die Missionsarbeit im Distrikt Anosibe An’ala und Delegat für die Berufungspastoral. Am 13. Mai 2006 wurde Gabriel Randrianantenaina in den Klerus des mit gleichem Datum errichteten Bistums Moramanga inkardiniert. Von 2010 bis 2015 war Randrianantenaina als Regens des interdiözesanen Priesterseminars Saint Jean-Marie Vianney in Moramanga tätig. Nachdem er kurzzeitig erneut als Verantwortlicher für die Missionsarbeit im Distrikt Anosibe An’ala gewirkt hatte, wurde er 2016 Sekretär der Madagassischen Bischofskonferenz.
Am 30. April 2021 ernannte ihn Papst Franziskus zum Bischof von Tsiroanomandidy. Der Erzbischof von Toamasina, Désiré Kardinal Tsarahazana, spendete ihm am 11. Juli desselben Jahres auf dem Sportplatz des Kianja Lycée Publique in Tsiroanomandidy die Bischofsweihe; Mitkonsekratoren waren der Apostolische Nuntius in Madagaskar, Erzbischof Paolo Rocco Gualtieri, und der Bischof von Maintirano, Gustavo Bombin Espino OSsT.